# 柴圍
柴圍，是台灣宜蘭縣礁溪鄉的一個傳統地域名稱。位於該鄉中部偏南。相較於今日行政區，其範圍大致與白鵝村相近。

## 歷史
台灣清治末期，柴圍地區為一街庄，稱為「柴圍庄」，隸屬於四圍堡。該庄東隔得子口溪及陸地與番割田庄為界，東南邊、南邊及西邊南段與四結庄為鄰，西邊北段與大陂庄為界，北邊中段及西段為林尾庄，北邊東段隔一小部分陸地及得子口溪支流林尾溪與十六結庄為界。
1901年（日治明治三十四年）11月，廢縣廳改設二十廳，該庄隸屬於宜蘭廳，編入第三區。1905年（明治三十八年）7月，該區改名「礁溪區」。1909年（明治四十二年）10月，合併二十廳為十二廳，該庄仍隸屬於宜蘭廳。1920年（大正九年），廢十二廳改設五州二廳，該庄改制為「柴圍」大字，隸屬於臺北州宜蘭郡礁溪庄。
戰後礁溪庄改制為礁溪鄉，隸屬於臺北縣，大字亦改制為村。1950年10月，北、基、宜分治，礁溪鄉改隸屬於宜蘭縣。

## 聚落
本地區發展較早的聚落有柴圍、粬搖等，在日治期初期的官方地圖上已有記載。此外，本地區尚有白鵝聚落。

## 交通
台鐵宜蘭線是台灣東北部鐵路幹線，大致以北北東—南南西走向經過柴圍地區東南端凸出部分近邊界地帶。境內未設站，北側最近的是礁溪車站，屬三等站，停靠少部分普悠瑪號、太魯閣號、自強號，大部分莒光號、復興號，及全部區間快車與區間車；南側最近的是四城車站，屬甲種簡易站，僅停靠區間車。由此等可前往台鐵沿線各地。
省道台9線（礁溪路三段）又稱「東部幹線」，是台北經東台灣至屏東楓港的幹道，在本地區路段大致與鐵路平行並位於其西側不遠處。由該道路向北北東可前往礁溪市區、頭城西南部、坪林、石碇、新店等地，向南南西轉南可前往宜蘭、五結、羅東、冬山、蘇澳等地。
鄉道宜5線是湯圍至結頭份的道路，大致以北向南轉東北—西南走向再轉北北西—南南東走向蜿蜒經過本地區中部偏西山腳地帶。由該道路向北可前往林尾、得子口、湯圍並止於中山路二段（省道台9線舊線）路口，向南可前往四結、大陂龍潭、二結、枕頭山、結頭分西北部、內員山並止於省道台7丁線路口。
鄉道宜5-1線是白鵝至柴圍的道路，也是本地區內部橫道連絡道路，其東側端點位於本地區東部省道台9線路口。由此向西北西可前往粬搖並止於鄉道宜5線路口。